# Венцеслав Стрибърни
Венцеслав Вацлав Стрибърни (на чешки: Venzeslav Václav Stříbrný) е български ботаник и лесовъд от чешки произход.

## Биография
Роден е през 1887 г. в Садово, България, в семейството на ботаника Вацлав Стрибърни.
Завършва Висшето училище за градинари в Далем/Берлин, отдел „Паркоустройство“, през 1909 г. Завръща се в България и работи последователно в Русе, Плевен, Садово и отново в Плевен.
През 1910 г. постъпва като учител в Земеделското училище в „Образцов чифлик“ край Русе. След това е учител в Плевенското лозаро-винарско училище (1911) и учител в Садово (1914). През 1916 г. е отново в Плевен и остава да работи там в продължение на 36 години, до 1948 г. Завежда Ловно-естественоисторическия музей в града след 1924 г. Член на редакционния комитет на излизалото в Плевен списание „Лозарски преглед“ през периода 1930 – 1937 г.
Автор е на учебници и ръководства по цветарство, градинарство и овощарство. Известна негова монография е „Ръководство по овощарство“ (1921), както и други трудове, посветени на флората и фауната на Плевен и околностите.
Има голям принос за създаването на паркове и оранжерии в земеделските училища, в които преподава.
Още през 1920 г. поставя въпроса за превръщането на местността „Кайлъка“ в народен парк. През 1922 г. излиза негова статия под заглавие „Пролетната флора в „Кайлъка“ (брой 2 на двуседмичния лист „Мизия" от 22 април 1922). Oще тогава той оценява тази местност като място с удивително природно богатство от растителни видове; нарича го „... едничко най-красиво място“. Успява да систематизира повече от 150 вида, числящи се към 40 ботанически фамилии.
Умира на 8 септември 1961 г. в Плевен.